# 미카도 유타
미카도 유타(일본어: 三門 雄大, 1986년 12월 26일 ~ )는 일본의 축구 선수이다. 현재 J3리그의 FC 이마바리에서 뛰고 있다.

## 구단 경력
그는 2009년부터 J리그의 알비렉스 니가타, 요코하마 F. 마리노스, 아비스파 후쿠오카, 오미야 아르디자, FC 이마바리에서 뛰었다.